# Faeton (pojazd)

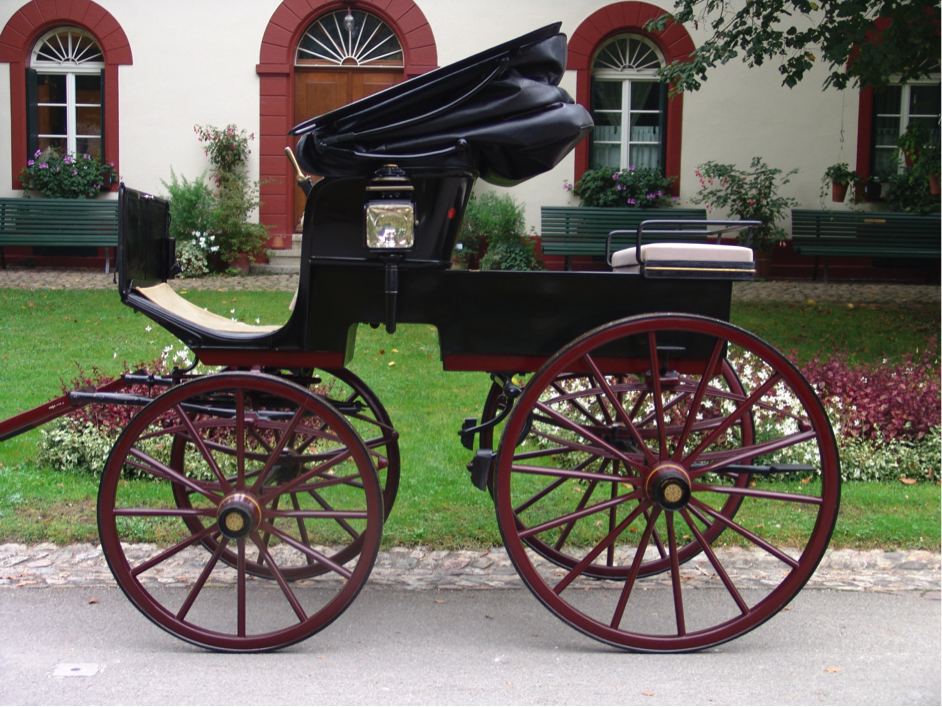
Szwajcarski faeton z początków XX wieku

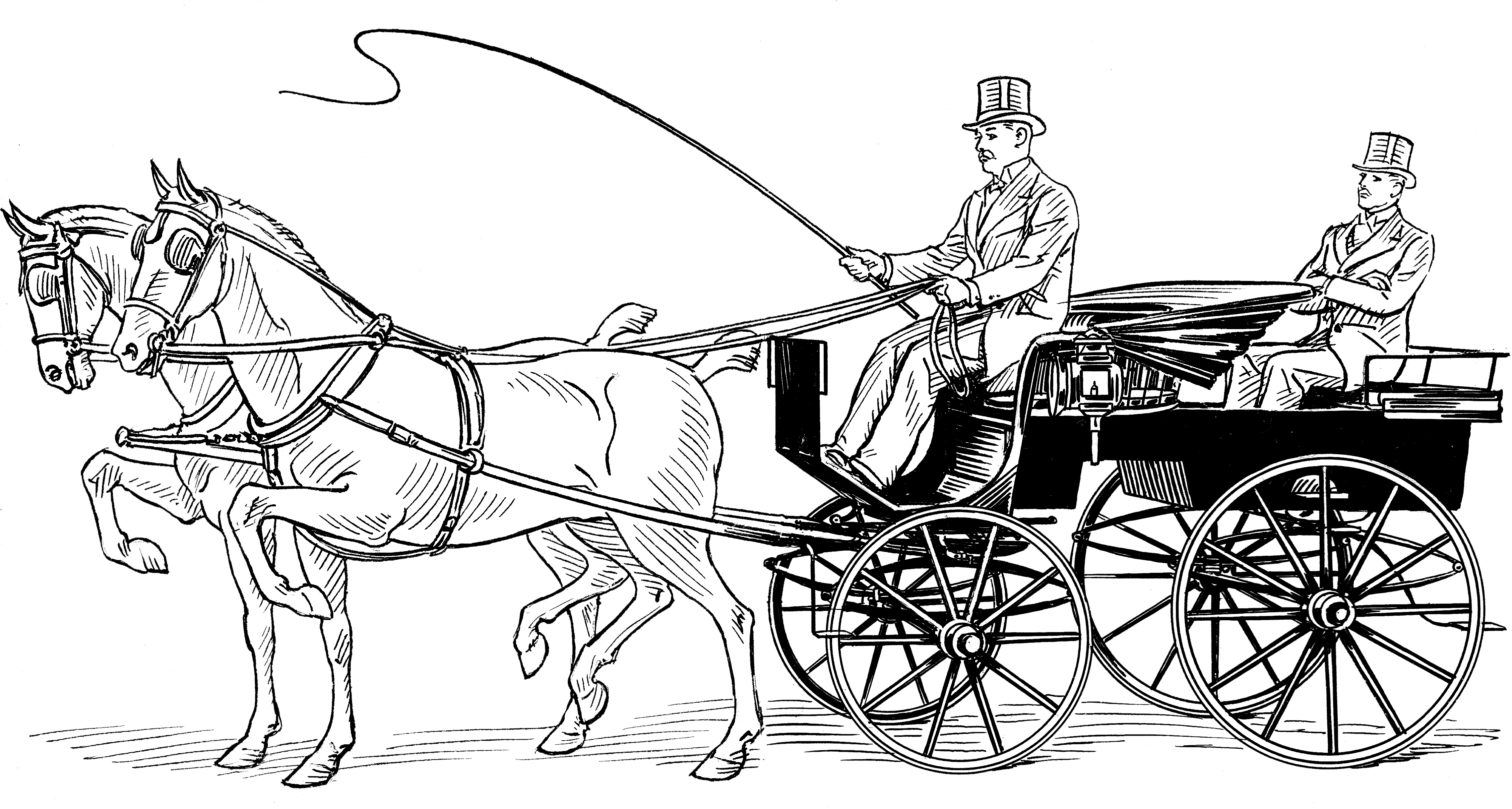
Typowy faeton spacerowy

Faeton (fr. phaéton) – lekki odkryty czterokołowy powóz używany w XVIII-XIX wieku.

## Opis
Był jedno- lub dwukonnym pojazdem spacerowym na wysokich kołach, resorowanym, bez drzwiczek, otwartym z boku, z podnoszoną budą. Niewielka skrzynia miała tylko dwa siedzenia: z przodu większe i wygodniejsze, przeznaczone dla powożącego, za nim – drugie, mniejsze, dla służącego lub woźnicy. Szybki, lecz niebezpieczny w powożeniu (wywrotny), nazwą nawiązywał do mitycznego Faetona i tragicznych skutków jego powożenia rydwanem słońca. W Polsce modny już w czasach Stanisława Augusta, rozpowszechnionym pojazdem stał się w XIX wieku. Jego odmiana z około połowy tego stulecia (tak zwany Kutschirfaeton) miała podnoszoną płócienną budę nad przednim siedzeniem. W użyciu pozostawał jeszcze na początku XX stulecia. We Lwowie pierwszy faeton kryty (z budą), według projektu Antoniego Kurkowskiego, odnotowano w 1905 roku.
Podobny elegancki pojazd spacerowy dla dwóch osób, resorowany, z kozłem, nazywano mylordem. Przez krótki czas używano go w Anglii w drugiej połowie XIX wieku.